# Erika Wedekind

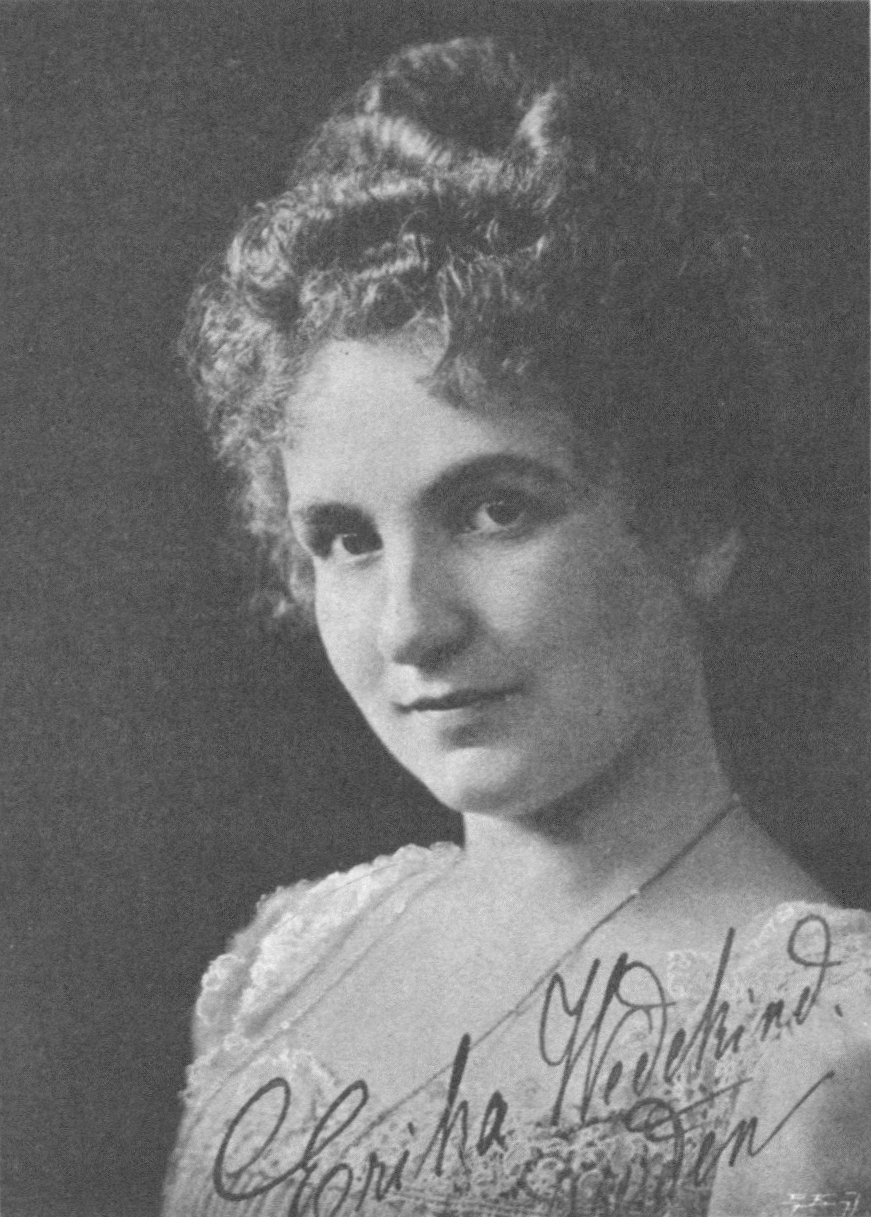
Erika Wedekind, fotografia de Carl Pietzner (a tot tardar el 1901)

Erika Wedekind (nom complet Frida Marianne Erica Wedekind - Hannover, 13 de novembre de 1868, Alemanya - Zúric, Suïssa, 10 d'octubre de 1944) fou una soprano alemanya.
Estudià cant a Dresden amb la professora i també cantant Aglaja Orgeni, debutant el 1894 com a soprano lleugera en l'Òpera de Dresden, companyia a la qual va pertànyer fins al 1909.
Després va actuar, amb molt d'èxit, en l'Òpera Còmica de Berlín. Es distingí així mateix com a cantant de concert.